# Čakra
Čakry jsou podle hinduismu, buddhismu a dalších kulturně spřízněných myšlenkových proudů, energetická místa (centra) v těle popisovaná jako vír nebo kruh. Podle těchto nauk slouží čakry jako složité převodníky a transformátory prány v lidském organizmu. Současná věda však nezná žádný fenomén, který by čakrám odpovídal. Níže uvedené teorie nejsou potvrzeny žádnými objektivními medicínskými testy.
Podle jogínské tradice jsou čakry důležitá místa ovládající tělo i prostor mimo něj. Na těle podle této tradice existuje mnoho čaker různého řádu. Nejdůležitějších je sedm čaker 1. řádu napojených na energetickou dráhu procházející podél páteře. Mají průměr až 15 cm a vystupují nad povrch těla. Jsou složeny z různého počtu menších vírů. Každá čakra vyživuje pránou s ní spojené orgány, ale má i vliv na psychologii nebo prožívání určitých aspektů života a předává bioenergii do těla. Aby bylo lidské tělo zdravé, musí jeho čakry správně fungovat, být v rovnováze a přijímat bioenergii. Se správnou funkcí čaker souvisí i tzv. rotace energie v čakrách, její význam i směr rotace je ale u různých zdrojů udáván různě, často i zcela protikladným způsobem. Dokud není v rovnováze celé energetické pole člověka, je obvyklé, že čakry energii přijímají i vydávají. Poruchy nebo deformace v činnosti čaker se projevují jako nemoci, špatné mezilidské vztahy nebo těžké životní situace. Pokud jsou všechny čakry v harmonii, je harmonický i život člověka.

## Rozdělení čaker
Sahasrára

 Adžňá

 Višúddha

 Anáhata

 Manipúra

 Svadhišthána

 Múládhára

| Vlastnost            | Kořenová | Sakrální | Solární                                                                                        | Srdeční | Krční                                                                                      | Čelní | Temenní                                                                            |
| -------------------- | --- | --- | ---------------------------------------------------------------------------------------------- | --- | ------------------------------------------------------------------------------------------ | --- | ---------------------------------------------------------------------------------- |
| Sanskrtský název     | Múladhára-čakra                                                                                                 | Svádhišthána-čakra | Manipúra-čakra                                                                                 | Anáhata-čakra | Višuddhi-čakra                                                                             | Ádžňá-čakra | Sahasrára-čakra                                                                    |
| Umístění             | na nejnižším konci páteře, pod kostrčí                                                                          | asi 3 cm nad dolním koncem páteře mezi řitní a křížovou kostí                                                           | na páteři ve výši solar plexu                                                                  | v těle uprostřed hrudi | v oblasti hrtanu                                                                           | na horním konci páteře s vyzařováním do středu čela mezi obočím                                                | vrcholek lebky                                                                     |
| Barva                | červená – vitalita                                                                                              | oranžová – aktivita, energie, radost, naděje                                                                            | žlutá, oranžová – oheň, energie                                                                | nebesky modrá – čistota, volnost, šíře, nekonečnost, oranžová a zelená – vyzařování ohně z manipúra-čakry | modrofialová – šíře, nekonečnost                                                           | bílá jako mléko – jas, čistota                                                                                 | průzračná jako diamant – čisté božské vědomí                                       |
| Tattva               | prthivi (země) – matka, síla, výživa, jistota, ochrana                                                          | apás (voda) – měkká, poddajná                                                                                           | tédžas (oheň) – spalování potravy, oheň trávení, pročišťování                                  | váju (vzduch) – pohyb, energie, dotek, cit | akáša – prostor                                                                            | anapuda-tattva – guru-tattva                                                                                   | ádi-tattva – átmá                                                                  |
| Mantra               | LAM | VAM | RAM                                                                                            | JAM | HAM                                                                                        | ÓM | AUM                                                                                |
| Lotos                | čtyři okvětní plátky, čtyři světové strany                                                                      | šest okvětních plátků – symbolizují šest překážek na cestě rozvoje: hněv, nenávist, chamtivost, závist, krutost, lenost | deset okvětních plátků – symbol deseti prán                                                    | dvanáct okvětních plátků – dvanáct vlastností srdce: radost, mír, dobro, trpělivost, harmonie, průzračnost, soucit, čistota, porozumění, schopnost odpouštět, blaženost                                                                  | šestnáct okvětních plátků – šestnáct samohlásek sanskrku                                   | dva okvětní plátky – symbol Šivy a Šakti                                                                       | tisíc okvětních plátků – symbol nekonečna                                          |
| Zvíře                | slon se sedmi choboty – moudrost, bohatství, sapta Dhátu (sedm nerostů)                                         | krokodýl – lenost, netečnost                                                                                            | beran – síla, aktivita                                                                         | antilopa – bdělost, hbitost, senzibilita | bílý slon – čistá moudrost                                                                 | v nejvyšších čakrách, počínaje ádžňá- čakrou, se nevyskytují žádné zvířecí symboly                             | v nejvyšších čakrách, počínaje ádžňá- čakrou, se nevyskytují žádné zvířecí symboly |
| Božstvo              | Pašupati-Mahádéva – "Pán zvířat" (jedna z podob Šivy)                                                           | Brahmá – stvořitel, Sarasvatí – moudrost, rozum, schopnost rozlišovat (vivéka)                                          | Višnu – lidské vědomí, evoluce, oheň, Lakšmí – blahobyt a štěstí (v protikladu k šalebné máje) | Šiva a Šakti – vědomí a příroda | Brahmá – Stvořitel, vědomí                                                                 | Šiva – vědomí, Já, Šakti – příroda, Božská Matka                                                               | Ádi-Šiva – Nejvyšší vědomí, Nejvyšší Já                                            |
| Symboly              | šedý šivalingam – nevědomí, had – kundalini-šakti, energie, trojúhelník postavený na špici – tvoření, probuzení | půlměsíc: cit, příliv a odliv, ženský cyklus                                                                            | trojúhelník, postavený na špičce – probuzení, rozvoj                                           | nov – proměnlivost, cesta k dokonalosti | měsíc – mysl, pocity, spojení s bindu- čakrou                                              | kouřově zbarvený šivalingam – ne zcela pročištěné vědomí                                                       | bílý šivalingam – čisté vědomí                                                     |
| Vlastnosti a aspekty | hranice mezi zvířecím a lidským vědomím, nevědomí, sídlo karem z minulých životů, osud                          | první lidský rozvojový stupeň, podvědomí, hiranaja-garbha – "zlaté lůno", prárabdha-karma – vliv minulých činů na osud  | lidské vědomí, setkání prány a apány, distribuce potravy v těle, sídlo slova                   | sídlo živoucího světla (džívana-džjóti), láska, porozumění, soucit, schopnost odpouštět, samádhi boží lásky, schopnost naplňovat svá přání, síla slova, spontánní opakování mantry, sídlo citu a emocí, básnické nadání, umělecký talent | neutralizace jedu, očista, mluvní projev                                                   | sídlo gurua, vnitřního Mistra, místo, kde se setkává idá, pingalá a sušumnná, konec karem                      | osvobození (mókša)                                                                 |
| pozitivní            | kreativita, probuzení skrytých sil,                                                                             | iččhá-šakti – síla vůle, krijá-šakti – tvůrčí síla                                                                      | jas, pohoda, sebevědomí                                                                        | probuzení božské lásky | čistota, jas, překonání problémů a zábran, slovní a hudební umělecká schopnost, kreativita | |                                                                                    |
| negativní            | nevědomí, nevědomost                                                                                            | sobectví, vášeň, pýcha, závist, pochybnosti, lenost atd.                                                                | blokování energie, spalování nektaru z bindu-čakty                                             | proměnlivé city, stagnace ve vývoji | komplexy, strach, nervozita                                                                | |                                                                                    |
| Prána                | apána – vyměšování                                                                                              | také apána | samána – distribuce živin v těle                                                               | prána – dech | udána – pomáhá přijímat pevnou i tekutou stravu                                            | |                                                                                    |
| Sféra                | bhúrlóka – fyzická sféra                                                                                        | bhuvarlóka – astrální rovina                                                                                            | svárlóka – nebeská rovina                                                                      | marharlóka – rovnováha | sžanarlóka – lidská úroveň                                                                 | taparlóka – rovina čistoty                                                                                     | satjalóka – rovina pravdy                                                          |
| Planeta / hvězda     | Mars | Merkur | hvězda Slunce                                                                                  | Venuše | Jupiter                                                                                    | Saturn | hvězda Slunce                                                                      |
| Princip              | ego, pýcha/princip Rudry                                                                                        | vědomí/princip Nárájany, paměť                                                                                          | rozhodování, princip Brahmá                                                                    | sankalpa-vikalpa (proměnlivost ve smýšlení), měsíc – proměnlivost | princip Brahmy, tvorby                                                                     | schopnost rozlišování                                                                                          | samádhi – jednota poznávajícího, procesu poznání a poznaného                       |
| Drahokam             | onyx | beryl | rubín                                                                                          | safír | křišťál                                                                                    | opál | diamant                                                                            |
| Kov                  | olovo | zinek | železo                                                                                         | měď | rtuť                                                                                       | stříbro | zlato                                                                              |
| Chemický prvek       | vápník | sodík | síra                                                                                           | draslík | křemík                                                                                     | chlór | fluor                                                                              |
| Znak                 | vášeň | hněv | smutek                                                                                         | oslnění (příčina připoutanosti) | strach                                                                                     | vědění, poznání                                                                                                |                                                                                    |
| Pocit                | alasja – lenost                                                                                                 | klánti – únava | hlad                                                                                           | žízeň | spánek, sen                                                                                | nejvyšší čistá blaženost                                                                                       | nejvyšší blaženost                                                                 |
| Smyslový orgán       | nos, orgán čichu/princip Ašvini                                                                                 | jazyk/princip Varuny, čidlo chuti                                                                                       | oči, princip Slunce – Súrja, vidění, vizualizace                                               | kůže/princip Váju, hmat | uši/ústrojí rovnováhy, sluch                                                               | "třetí oko" – moudrost, intuice                                                                                |                                                                                    |
| Znamení              | vyměšování | chuťová esence | forma, podoba                                                                                  | dotek | zvuk                                                                                       | rozjímání, přemítání                                                                                           |                                                                                    |
| Chuť                 | trpká, hořká | slaná | ostrá                                                                                          | trpká | kyselá                                                                                     | sladká |                                                                                    |
| Projev               | stažení, smrštění                                                                                               | pohyb | spalování, hoření                                                                              | rozpínání | pročištění, rozpouštění                                                                    | prázdnota |                                                                                    |
| Část těla            | kosti | maso | nohy/princip Upéndry (chůze, pohyb)                                                            | ruce/princip Indry, dávat a přijímat | vlasy, chlupy                                                                              | |                                                                                    |
| Orgán                | konečník/princip zmaru                                                                                          | pohlavní orgány/princip Pradžápatiho, plození, rozmnožování                                                             | nervy                                                                                          | kůže | ústa/princip Agni, řeč                                                                     | intelekt |                                                                                    |
| Sekret               | moč | hormony | krev                                                                                           | pot | slina                                                                                      | |                                                                                    |
| Žláza                | zárodečná žláza                                                                                                 | nadledviny | pankreas (slinivka břišní)                                                                     | thymus – brzlík | štítná žláza                                                                               | hypofýza | epifýza                                                                            |
| Plexus               | sakrální | hypogastricus (nervová síť v podbřišku)                                                                                 | solární                                                                                        | plexus kardialis | karotis                                                                                    | medulla oblongata (prodloužená mícha)                                                                          | mozek                                                                              |
| Jiná označení        | kořenná čakra, múla-kamala, múla-prakrti                                                                        | pánevní centrum | nábhi-kamala, pupeční centrum, centrum ohně                                                    | hrfaja-kamala, čintámaní | hrdelní centrum, kantha-kamala                                                             | centrum uprostřed obočí, guru-čakra, "třetí oko", trikutí tata, bhrúkutí tata, trivéní tata, trinétra, sangama | brahmarandhra, lotos v tisíci okvětními plátky, zřídlo světla                      |
| Význam názvu         | múla=kořen, původ, zdroj, ádhára=základ                                                                         | svá=já, adhišthána=sídlo                                                                                                | mani=perla, drahokam, púra=místo, město, sídlo, tvrz                                           | anáhata náda=nekonečný, neohraničený zvuk, nezrozený a nezanikající | viš=nečistota, jed, šuddhi=očista, pročišťování                                            | ádžňá=rozkaz, příkaz, vědění, moudrost                                                                         | sahasra=tisíc, nekonečný počet                                                     |

### Kořenová čakra
- Název: Múládhára, kořenová čakra
- Umístění: V poloviční vzdálenosti mezi řitním otvorem a šourkem, popř. na zadní straně děložního hrdla.
- Barva: červená, rudá
- Vůně: cedr, hřebíček

První čakra je spojená se zemí, její energií a s činnostmi, které se zemí souvisí. Může to být zemědělství, ale také např. činnosti nazývané jako konzumní způsob života. Je spojena s prožíváním nejzákladnějších aspektů existence jako je potřeba jíst, pít, být v bezpečí nebo v teple. Zablokovaná první čakra způsobuje, že má člověk málo síly – fyzické, duchovní i duševní.

### Sakrální čakra
- Název: Svadhišthána, sakrální čakra
- Umístění: Zadní aspekt leží u dolního konce páteře, přední aspekt nad ohanbím (centrum kříže)
- Barva: oranžová
- Vůně: ylang-ylang, santal

Někdy se též hovoří o sexuální čakře. Má na starosti emoce, mezilidské vztahy, sexuální energii a tvořivé síly. Zablokování v této čakře způsobuje sexuální chladnost a potlačování emocí, ale platí to i opačně, potlačování emocí zablokuje tuto čakru.

### Solar-Plexus čakra
- Název: Manipúra, solar-plexus čakra
- Umístění: Zadní aspekt se nachází na úrovni solar plexu na vnitřní straně páteře, přímo za solar plexem, přední aspekt leží na solar plexu.
- Barva: žlutá až zlatožlutá
- Vůně: levandule, rozmarýn, bergamot

Je sídlem vůle osobnosti, citových vazeb a mentálních pochodů. Zablokování vede k pocitům ztráty odvahy, porážky, ztráty svobodné vůle, vytváření falešných představ a negativních myšlenkových konstrukcí.

### Srdeční čakra
- Název: Anáhata, srdeční čakra
- Umístění: Zadní aspekt je na vnitřní straně páteře přímo za středem hrudníku, přední naproti srdci.
- Barva: zelená, růžová, zlatá
- Vůně: růžový olej

Jedná se o čakru lásky a vztahů. Jde jak o vztahy k sobě, tak k druhým lidem, ale i k celému světu. Její blokace způsobuje neschopnost lásku dávat i přijímat.

### Krční čakra
- Název: Višúddha, krční čakra; komunikační centrum (čakra)
- Umístění: Zadní aspekt leží na spojnici páteře a medully oblongaty, v cervikálním pletenci přímo za krční jamkou, přední se nachází na ohryzku.
- Barva: světle modrá, stříbrná, zelenavě modrá
- Vůně: šalvěj, eukalyptus

Na starosti má mít komunikaci a projevy vůle v životě. Zablokování vede k neschopnosti se vyjádřit – vady řeči i prázdné myšlenky.

### Čelní čakra
- Název: Ádžňá, čelní čakra
- Umístění: Přední aspekt – na čele mezi obočím, zadní naproti na temeni hlavy (třetí oko)
- Barva: indigově modrá, žlutá, fialová
- Vůně: máta peprná, jasmín

Tato čakra se spojuje s intuicí a duchovními silami jednotlivce. Nedostatečná funkce pak vede k přízemním myšlenkám a k odmítání duchovna a esoterična.

### Temenní čakra
- Název: Sahasrára, temenní čakra
- Umístění: Je umístěna na vrcholku hlavy (jako koruna), směřuje vzhůru
- Barva: fialová, bílá, zlatá, ultrafialová
- Vůně: kadidlo, lotos

Funkcí sedmé čakry má být příjem energie z kosmu. Je sídlem božské dokonalosti v člověku. Do harmonie se dostane, když jsou v harmonii všechny ostatní čakry.

## Harmonizace čaker
Údajně existuje mnoho způsobů, jak pozitivně ovlivnit proudění energie v čakrách. Jedním z nejjednodušších postupů je harmonizace pomocí muder.

### Harmonizace pomocí muder
Tento postup harmonizuje práci celého organismu a má mít velmi pozitivní zdravotní vliv. Tři spodní čakry probouzíme tak, že nad nimi držíme tzv. mudry (pečeti) po čtyři důkladné nádechy. Po každých čtyřech nádeších měníme polohu muder vzhledem k čakrám (přesuneme se nad další).
Mudry provádíme následovně:
- Palce spojujeme bříšky. Prsty propleteme jako košík tak, aby prostředníček a prsteníček levé ruky byl na prostředníčku a prsteníčku ruky pravé. Dále klademe malíček a ukazováček pravé ruky pod malíček a ukazováček ruky levé.
- U srdeční čakry spojujeme ruce jejich klouby (kotníky). Prsty obou rukou jsou narovnané a směřují k čakře.
- Při stimulaci krční čakry a "třetího oka" spojujeme ruce jako při modlitbě; prsty jsou narovnané.
- Abychom působili na čakru na vrcholu hlavy, spojujeme ruce nad hlavou. Prsty, které směřujeme k čakře, se dotýkají nehty.
- Stimulaci čaker zakončíme tím, že podržíme ruce propletené "v košíčku" nad hlavou podobně jako při mudře pečeti u prvních tří čaker.

Kromě jednoduchého provedení, které má mít ale značný energizující vliv, existuje ještě jeden důvod pro užívání muder. V každém člověku jsou nejen ohromné možnosti sebeléčení, ale také probouzení duchovního růstu. Tyto možnosti jsou na dosah ruky, a to nejen v přeneseném smyslu, ale doslova. Harmonizace čaker pomáhá v těchto záležitostech.

#### Názory odpůrců
- (česky) Čakry ve slovníku esoteriky a pavěd